# Dalías
Dalías – gmina w Hiszpanii, w prowincji Almería, w Andaluzji, o powierzchni 144,45 km². W 2011 roku gmina liczyła 4019 mieszkańców.